# Macaco Tião
Pour les articles homonymes, voir Tiao.
 (novembre 2017).
Si vous disposez d'ouvrages ou d'articles de référence ou si vous connaissez des sites web de qualité traitant du thème abordé ici, merci de compléter l'article en donnant les références utiles à sa vérifiabilité et en les liant à la section « Notes et références ».
Macaco Tião, né le 16 janvier 1963 à Rio de Janeiro au Brésil et mort le 23 décembre 1996 au même lieu, est un chimpanzé du zoo de Rio de Janeiro.

## Biographie
Son nom, Tião, est un hommage au patron de la ville de Rio de Janeiro, saint Sébastien (São Sebastião en portugais).
Mesurant 1,52 m de hauteur et pesant 70 kg, Macaco Tiao est devenu une célébrité au Brésil après que les humoristes Casseta e Planeta lancèrent la candidature du singe à la mairie de Rio de Janeiro en 1988. Il remporte alors plus de 400 000 voix, et arrive ainsi en 3e position au scrutin, sur un total de douze candidats. Il est entré dans le Guinness World Records comme le chimpanzé ayant obtenu le plus de voix dans le monde. Cependant comme Macaco Tiao n'était pas un candidat reconnu par la Cour électorale régionale, tous les suffrages exprimés pour lui furent considérés comme nuls.
À partir de 1996, plus aucun électeur ne peut se permettre de voter pour le singe. En effet, l'urne électronique remplace alors les bulletins de vote et les électeurs n'ont plus qu'à saisir le numéro du candidat au lieu d'en écrire le nom.
Macaco Tiao obtient toujours une grande attention médiatique au Brésil. Il occupe une enceinte privilégié au zoo, spécialement construite pour lui. Le 23 décembre 1996, il meurt du diabète à 34 ans et plusieurs journaux brésiliens rapporte la nouvelle de sa mort. Le maire de la ville Cesar Maia (pt) déclare un deuil officiel et ordonne la mise en berne des drapeaux du zoo pendant 8 jours.